# Адамовка (Гайсинский район)
Ада́мовка (укр. Адамівка) — село на Украине, находится в Гайсинском районе Винницкой области.
Код КОАТУУ — 0520881806. Население по переписи 2001 года составляет 300 человек. Почтовый индекс — 23700. Телефонный код — 4334.
Занимает площадь 1,71 км².

## Адрес местного совета
23724, Винницкая область, Гайсинский р-н, с.Гунча, ул. Ленина, 7

## Галерея

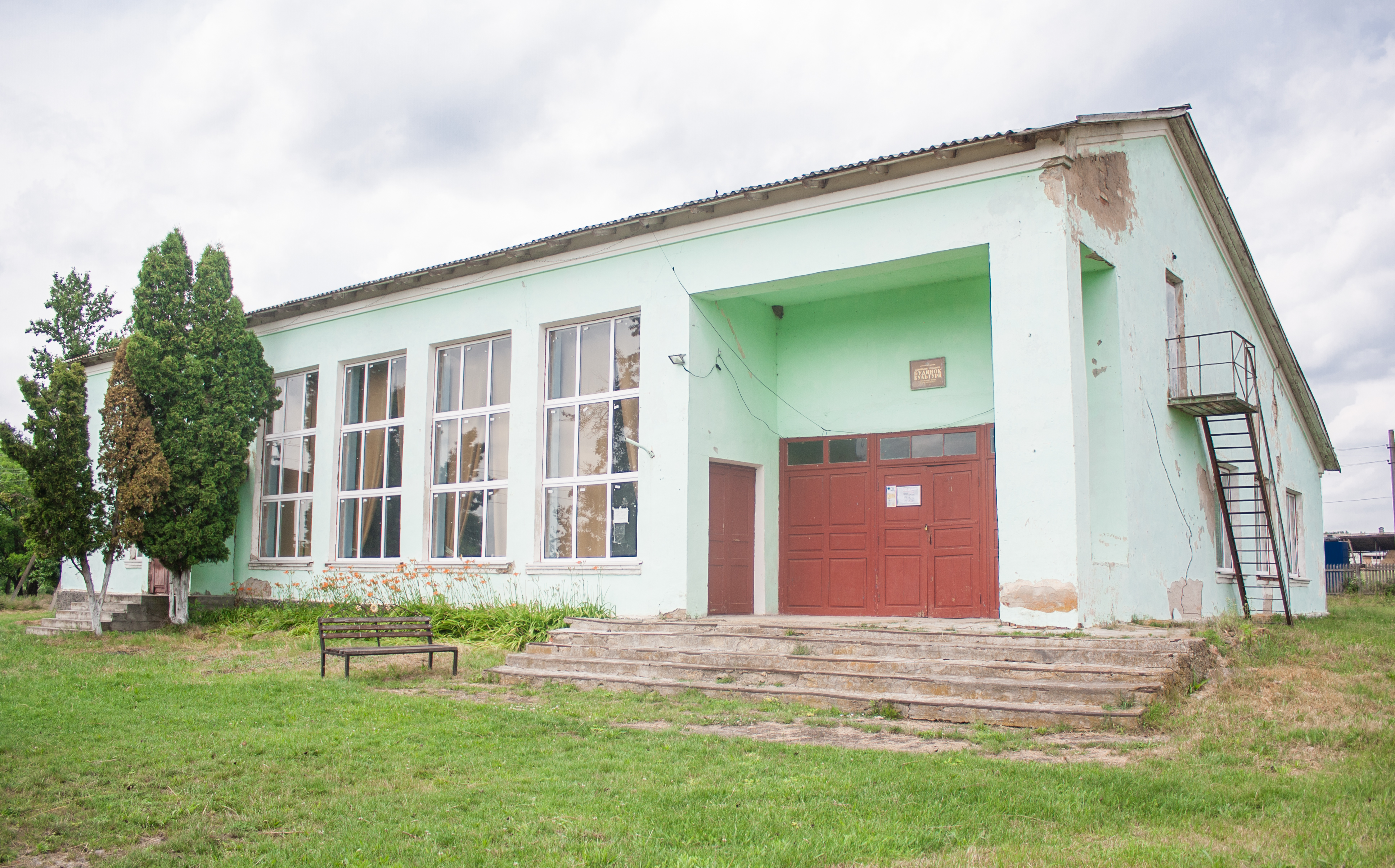
Дом культуры
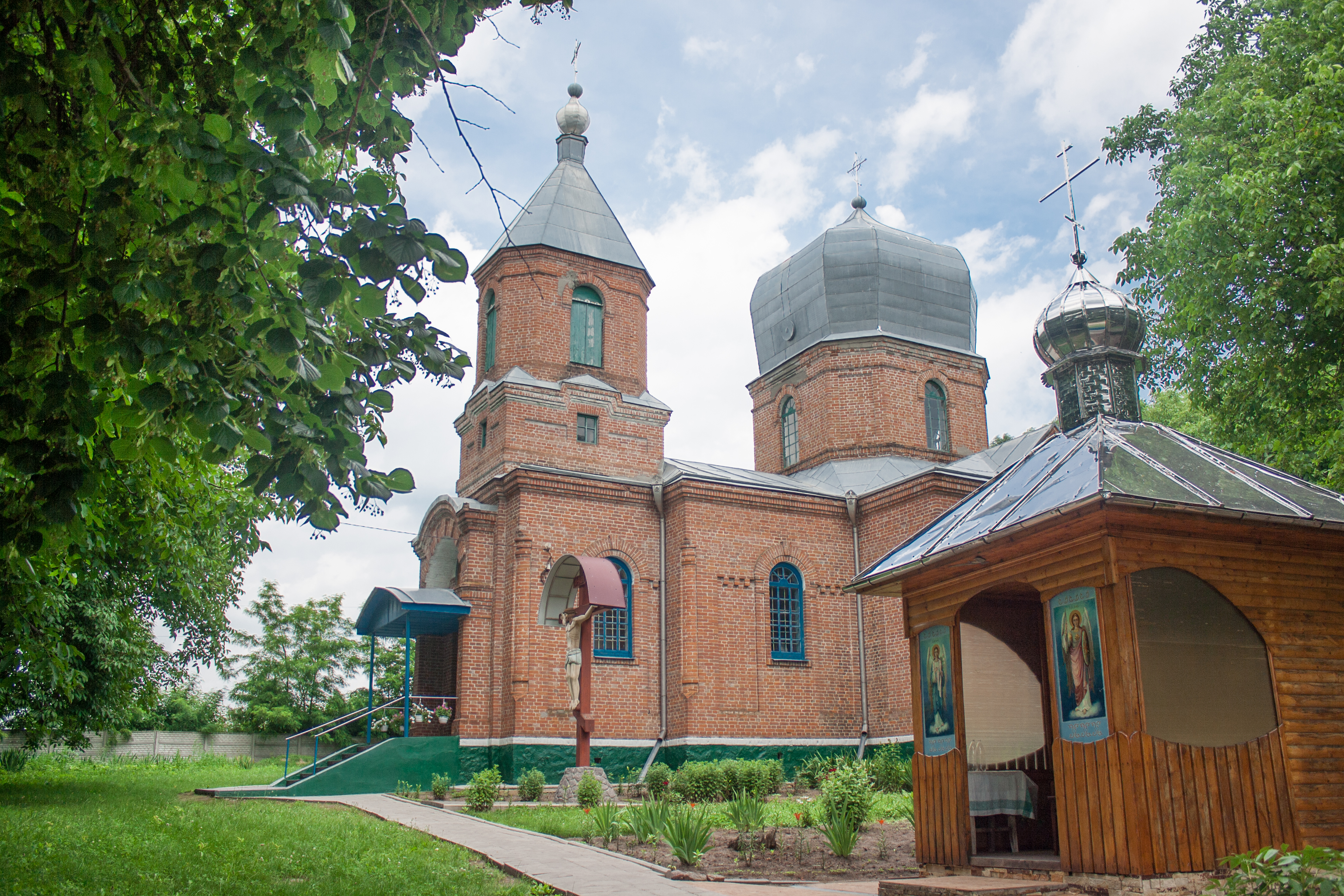
Церковь
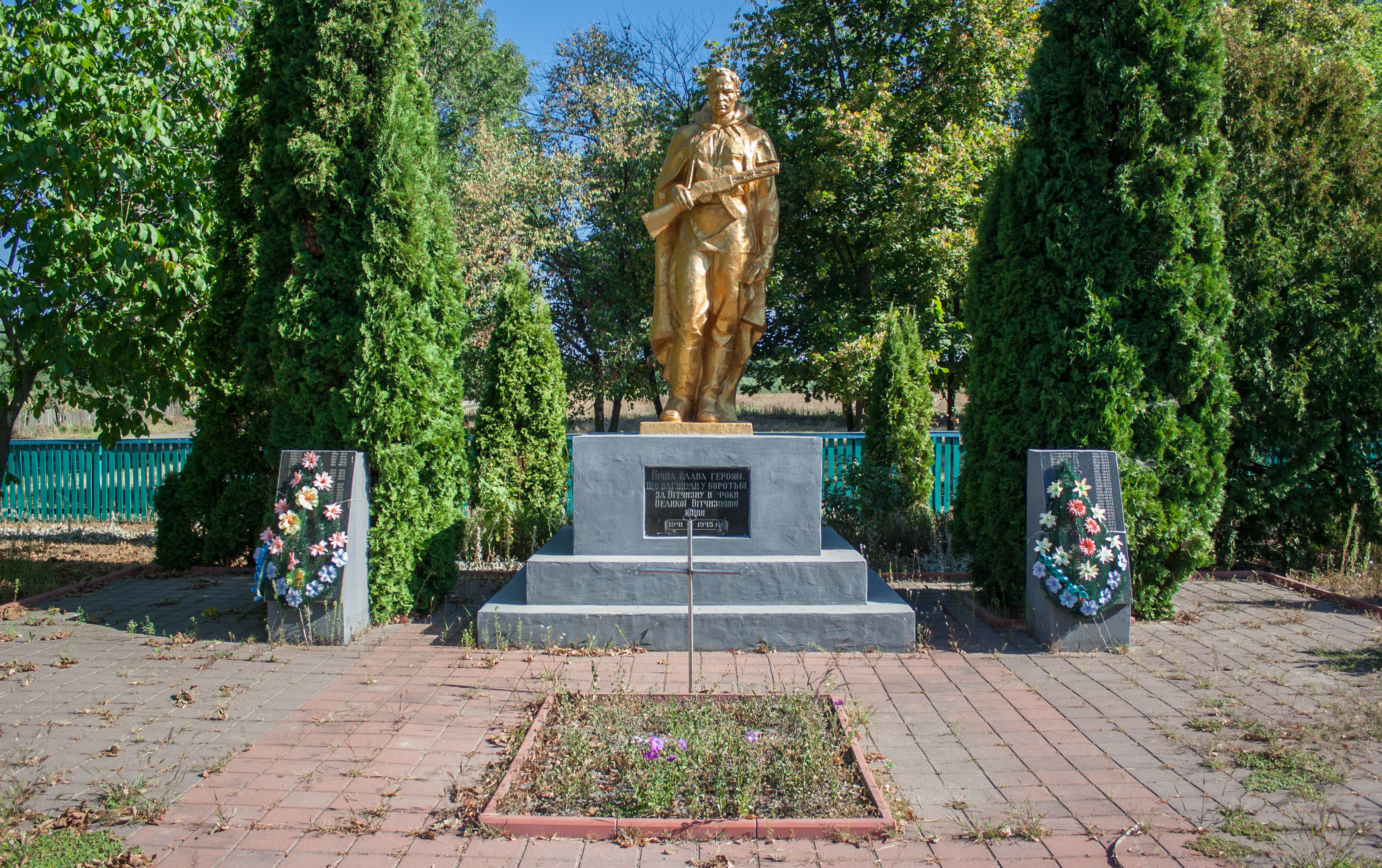
Братская могила советских воинов